# Branchinecta lynchi
Espèce
Statut de conservation UICN

 VU  : Vulnérable
Branchinecta lynchi est une espèce de crustacé d'eau douce de la famille des Branchinectidae. Elle est endémique de l'Oregon et de la Californie.

## Publication originale
- (en) Larry L. Eng, Denton Belk et Clyde H. Eriksen, « Californian Anostraca: Distribution, Habitat, and Status », Journal of Crustacean Biology, Éditions Brill et OUP, vol. 10, no 2,‎ mai 1990, p. 247 (ISSN 0278-0372 et 1937-240X, OCLC 48683499, DOI 10.2307/1548485).